# Manoir de Garouët
Le manoir de Garouët est situé à Yvignac-la-Tour en France.

## Localisation
Le manoir est situé sur la commune d'Yvignac-la-Tour dans le département des Côtes-d'Armor, dans la région Bretagne

## Historique
Le manoir est inscrit partiellement au titre des monuments historiques par arrêté du 20 mai 1930.

## Protection
Éléments protégés : la porte et la fenêtre provenant de l'ancienne chapelle, encastrées dans la façade.